# Lothar Bolz
Lothar Bolz (født 3. september 1903, død 28. december 1986) var en østtysk politiker. Fra 1953 til 1965 var han Østtysklands udenrigsminister.

## Opvækst, uddannelse og tid i Moskva
Lothar Bolz blev født i Gleiwitz i Øvre Schlesien i det nuværende Polen den 3 september 1903 som søn af en urmager.
Han læste retsvidenskab ved universiteterne i Breslau og Kiel. Efter studierne arbejdede han som jurist i Breslau. Han meldte sig ind i kommunistpartiet i 1930. Efter nazisternes magtovertagelse i 1933 måtte han indstille sit arbejde som jurist. Han tog herefter til Moskva.
Bolz flyttede til Moskva, hvor han arbejdede som underviser på Marx-Engels Institutet. Fra 1941 til 1945 var han leder af den såkaldte  Antifascistiske Skole, hvor tyske krigsfanger blev forsøgt påvirket til at blive anti-fascister. Under opholdet i Sovjetunionen fik han sovjetisk statsborgerskab, men beholdt sit tyske statsborgerskab.

## Politisk karriere i DDR
Efter krigen vendte han i 1947 tilbage til Tyskland, hvor han blev medlem af det østtyske Sozialistische Einheitspartei Deutschlands (SED), men i 1948 grundlagde han det kommunistisk støttede  National-Demokratische Partei Deutschlands (NDPD), som han var formand for i årene fra 1948 til 1972. Partiets formål var at appellere til vælgere, der havde været positivt stemt overfor Nazi-partiet og/eller et  nationalt tysk sindelag og andre vælgergrupper, der af SED blev anset at have et "politisk uafklaret sindelag". Partiet var et blokparti og forblev til det sidste loyalt overfor SED. 1949 blev Bolz medlem af Folkekammeret og i 1949-53 var han minister for genopbygning. Fra 1950 til 1967 var han en af vice-premierministrene i DDR. 
I 1953 efterfulgte han Anton Ackermann som udenrigsminister i DDR. Han forblev i embedet indtil 1965. 
Fra 1950 og frem til sin død var han medlem af præsidiet for den Nationale Front. Han var formand for den Tysk-Sovjetiske Venskabsforening fra 1968 til 1978.
Bolz døde den 28. december 1986 i Østberlin i en alder af 83 år.

## Eksterne links
- Wikimedia Commons har flere filer relateret til Lothar Bolz